# Heartbreaker (utwór Led Zeppelin)
Heartbreaker – utwór angielskiego zespołu rockowego Led Zeppelin z albumu Led Zeppelin II z 1969 r. Napisany został przez wszystkich czterech członków zespołu, nagrany w A&R Studios w Nowym Jorku.
Często rozpoczynający koncerty „Immigrant Song” przechodził właśnie w „Heartbreakera”. W późniejszym okresie działalności zespołu grany był jako bis. „Heartbreaker” oraz „Communication Breakdown”, to jedyne utwory, które były grane na żywo w każdym roku działalności zespołu.
Fragmenty utworu nagrane na żywo w 1973 r. w Madison Square Garden pojawiają się w filmie-koncercie The Song Remains the Same. Pełną wersję koncertową można usłyszeć na albumie How the West Was Won.
Kiedy „Heartbreaker” pojawia się w radiu, prawie zawsze grany jest po nim kolejny utwór z albumu, „Living Loving Maid (She's Just a Woman)”, ponieważ pomiędzy nimi jest bardzo gładkie przejście. Nigdy jednak nie były tak grane na koncertach, jako że Page nie był zbyt zadowolony z tego drugiego utworu.
Po śmierci Bonhama pozostali członkowie wykonali „Heartbreakera” na koncercie z okazji 40-lecia wytwórni Atlantic Records w 1988 r. w Madison Square Garden w Nowym Jorku wraz z synem Johna, Jasonem Bonhamem, na perkusji. Jimmy Page grał ten utwór podczas swojej trasy koncertowej z zespołem The Black Crowes w 1999 r. Nagranie na żywo z jednego z tych koncertów można znaleźć na albumie Live at the Greek.
Zespół Dread Zeppelin nagrał ten utwór na albumie Un-Led-Ed. Utwór był też grany przez Nirvanę podczas koncertów – ich wersję można usłyszeć na początku albumu With the Lights Out i na Sliver: The Best of the Box.
W 2004 r. „Heartbreaker” pojawił się na 320. miejscu na liście 500 największych utworów wszech czasów zestawionej przez magazyn „Rolling Stone”. Solówka z „Heartbreakera” znalazła się na 16. miejscu na liście najlepszych w historii magazynu „Guitar World”.
Na portalu Rate Your Music określono go jako reprezentującego m.in. gatunki hard rock i blues rock